# Дарфур
Дарфур (арап. دار فور, срп. дом народа Фур) је област у Судану. Ова област је неколико векова била независни султанат, а затим ју је у другој половини 19. века под своју управу ставио Египат, који се и сâм налазио под управом Велике Британије. Задржавши одређени степен аутономије, Дарфур је под египатско-британском управом остао све до 1916, када је званично постао део Судана. Године 2003. у Дарфуру је почео рат који је довео до смрти и избеглиштва великог броја његових становника.
Област Дарфур заузима површину од 493.180 km² и подељена је на три федералне државе, и то на Западни Дарфур, Јужни Дарфур и Северни Дарфур. Највећи градови су Генеина, Нијала и Ел Фашер.